# Resolució 1665 del Consell de Seguretat de les Nacions Unides
La Resolució 1665 del Consell de Seguretat de les Nacions Unides fou adoptada per unanimitat el 29 de març de 2006. Després de recordar resolucions anteriors sobre la situació a Sudan, particularment les resolucions 1556 (2004), 1591 (2005) i 1651 (2005), el Consell va ampliar el mandat d'un grup d'experts que vigilava les sancions contra les violacions dels drets humans a la regió del Darfur fins al 29 de setembre de 2006.

## Observacions
El Consell de Seguretat va destacar el seu compromís amb la pau al Sudan, l'aplicació de l'Acord de Pau Complet i el final de les violacions a la regió del Darfur. Va subratllar la necessitat de respectar els elements de la Carta de les Nacions Unides, inclosos els relatius a la Convenció sobre privilegis i immunitats. Els membres del Consell van declarar que la situació continuava constituint una amenaça per a la pau i la seguretat internacionals a la regió.

## Actes
La resolució, promulgada sota el Capítol VII de la Carta de les Nacions Unides, va ampliar el grup d'experts establert a la Resolució 1591 i estès per la Resolució 1651 fins al 29 de setembre de 2006 i li va demanar que informés sobre l'aplicació de les sancions i observacions sobre els drets humans. Es va instar a tots els òrgans pertinents de les Nacions Unides, la Unió Africana i altres països a cooperar amb el grup d'experts i el Comitè establert en la Resolució 1591.